# Doris Sands Johnson
Doris Sands Johnson DBE (geb. 19. Juni 1921 in St. Agnes New Providence; gest. 21. Juni 1983) war eine bahamaische Lehrerin, Frauenrechts-Aktivistin und Politikerin. Sie war erste weibliche Abgeordnete im Senat, erste Ministerin, erste Präsidentin des Senats und schließlich die erste Frau, die als kommissarische Generalgouverneurin der Bahamas fungierte. Sie wurde 1979 von Königin Elisabeth II. als Dame Commander of the Most Excellent Order of the British Empire geehrt.

## Herkunft und Ausbildung
Doris Louise Sands kam 1921 in St. Agnes auf der bahamaischen Hauptinsel New Providence als Tochter von Sarah Elizabeth (geb. Fyne) und John Albert Sands zur Welt. Nach dem Abschluss der Sekundarschule begann Sands im Alter von 15 Jahren selbst zu unterrichten. Am 3. Januar 1943 heiratete Sands in der Zion Baptist Church in Nassau Ratal Allen Johnson. Sie hatten gemeinsam einen Sohn. Doris Sands Johnson arbeitete 17 Jahre lang, um das Geld für ihre weitere Ausbildung zu verdienen. 1953 konnte sie ein Pädagogik-Studium an der Virginia Union University in Richmond aufnehmen, das sie mit einem Bachelor abschloss. 1956 kehrte sie auf die Bahamas zurück und trat der sozial-liberal orientierten Progressive Liberal Party (PLP) bei. Sie erhielt von der Regierung ein vierjähriges Stipendium zugesprochen. Am MacDonald College of Education der kanadischen McGill University erwarb sie einen Master in Bildungsverwaltung und begann anschließend mit der Arbeit an ihrer Promotion am Ontario College of Education an der University of Toronto. Während ihres dritten Studienjahres im Ausland beendete die Regierung das Stipendium unter dem Vorwand, dass sie ihren Master-Abschluss gemacht habe. Johnson nahm an, dass das Stipendium gestrichen wurde, weil sie sich aktiv für die Frauenwahlrechtsbewegung auf den Bahamas, und 1958 für die Gründung der Bahamian Federation of Labour und des National Council of Women eingesetzt hatte. Während ihres Studiums war sie zeitweise nach Hause gereist, um sich für das Frauenwahlrecht einzusetzen. Bei Sands Johnsons Rückkehr wurde sie darauf hingewiesen, dass die einzigen verfügbaren Stellen für Verwaltungslehrkräfte auf weit abgelegenen Inseln lägen.

## Politische Karriere
Da ihr die Möglichkeit einer Anstellung verwehrt blieb, bat Johnson im Januar 1959 darum, vor den Mitgliedern des Abgeordnetenhauses und des Senates sprechen zu dürfen, was ihr zugesagt wurde, allerdings erst nach Beendigung der offiziellen Sitzung. In ihrer Rede wies sie darauf hin, dass dem Parlament im Jahr 1958 eine Petition zur Einführung des Wahlrechts vorgelegt worden sei, die nach Darstellung der Verwaltung lediglich 13 Antragsteller und 529 Unterzeichner aufweise. Sie konnte durch Vorlage von Kopien belegen, dass tatsächliche 2.829 Personen die Petition unterschrieben hatten. Sie beklagte sich in ihrer Rede darüber, dass Frauen besteuert würden, aber nicht repräsentiert seien, und argumentierte, dass sie keine Steuern mehr zahlen müssten, wenn ihnen das Wahlrecht nicht gewährt würde. Sie stellte fest, dass Frauen berufstätige Mitglieder der Gesellschaft seien und bereit, willens und in der Lage seien, als vollwertige Bürger teilzunehmen. Obwohl die Parlamentsabgeordneten von der Rede offensichtlich beeindruckt waren, änderte sich weiterhin an der Situation nichts.

„Wir Frauen erheben diese Forderungen und erwarten eine Umsetzung nicht auf der Grundlage dessen, wer Recht hat, sondern was für unser Land richtig ist. Wir beurteilen die Zweckmäßigkeit nur auf dieser Grundlage. Wir suchen keinen Kompromiss. Es gibt keine Alternative. Wir verabscheuen jede Verzögerung. Wir Frauen bitten Sie, meine Herren, lediglich, jetzt Maßnahmen zu ergreifen, um die Rechte von 54000 Frauen zu sichern, einschließlich Ihrer Frauen und Töchter.“

1960 reisten Johnson als Vorsitzende der Frauenwahlrechtsbewegung und Eugenia Lockhart als Sekretärin der Organisation nach London, um dort das Frauenwahlrecht zu fordern. Sie trafen sich mit den britischen Vertreterinnen der International Alliance of Women, um die Situation auf den Bahamas zu besprechen. Sie berichteten, dass sie zwar die Unterstützung der Mehrheit der bahamaischen Frauen hätten, viele Frauen jedoch ihre Zustimmung nicht äußern könnten, weil Arbeitgeber und Regierungsstellen gegen die Sache eingestellt seien. Sie bemühten sich um eine Audienz im Colonial Office und trafen in Begleitung des PLP-Vorsitzenden Henry Milton Taylor mit dem Kolonialminister Iain Macleod und den zwei britischen Parlamentarierinnen, Joan Vickers und Eirene White, zusammen. Der bahamaischen Delegation wurde versichert, dass man sich für ihre Anliegen einsetzen werde, es kam aber zu keinen Änderungen.

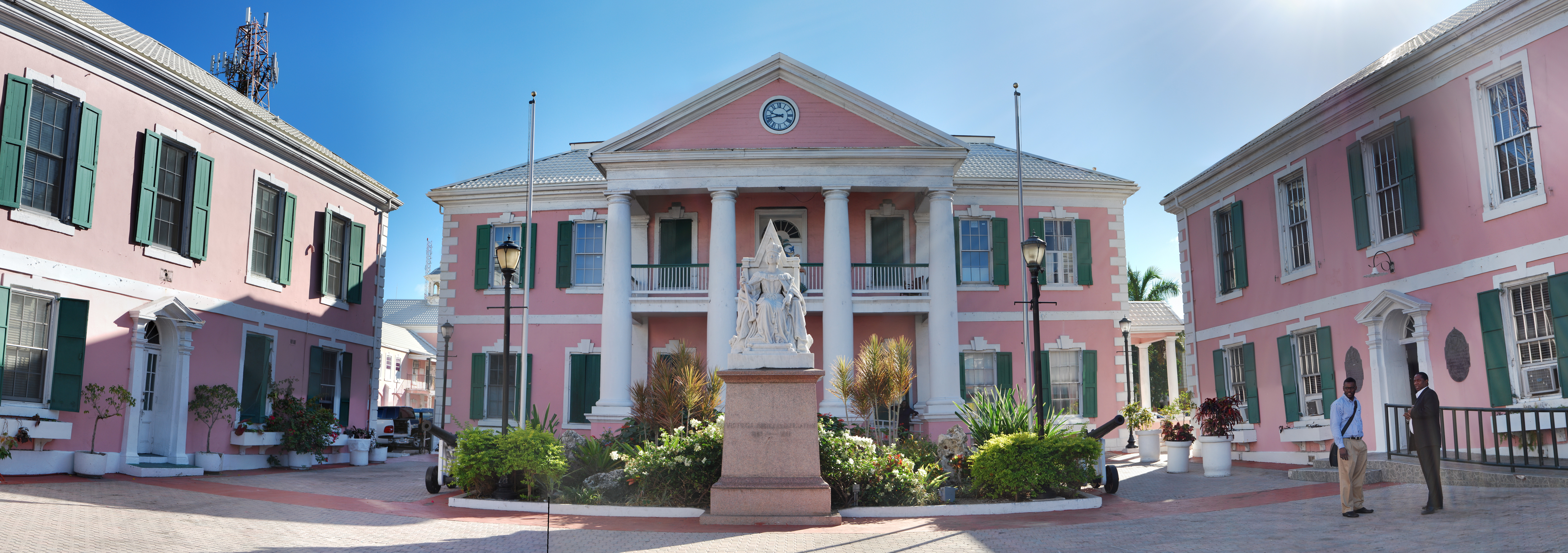
Bahamaisches Parlamentsgebäude

Unterstützer sammelten Geld, damit Johnson ihre Ausbildung in den Vereinigten Staaten abschließen konnte. Sie schrieb sich an der New York University ein und schloss 1962 ihr Studium mit dem Doctor of Education ab. Als 1961 das neue Wahlrecht verabschiedet wurde, bewarb sich Johnson erfolglos als PLP-Kandidatin im Wahlbezirk Eleuthera. Sie schrieb eine Broschüre mit dem Titel The Next Step: Votes for Women, in der sie nützliche Informationen zum Wählen weitergab, z. B. wie man sich als Wähler registriert und seine Stimme abgibt.
Drei Jahre später nahm sie als Mitglied einer Delegation der PLP an einem Kongress der Vereinten Nationen teil. Bei dieser Gelegenheit lernte sie den Präsidenten ihrer Alma Mater Virginia Union University kennen und stimmte zu, einen Lehrauftrag an der Southern University in Baton Rouge (Louisiana) anzunehmen.
Nach einem Jahr verließ Johnson Louisiana wieder und kehrte auf die Bahamas zurück, um an den Wahlen von 1967 teilzunehmen. Die PLP gewann die Mehrheit der Sitze und sie wurde als erste Frau in den bahamaischen Senat berufen. Eine ihrer ersten Amtshandlungen war die Gründung eines Komitees zur Unterstützung der haitianischen Diaspora, die wegen der Unruhen in ihrem eigenen Land auf die Bahamas geflohen waren. Angesichts der geschätzten 20.000 bis 30.000 Flüchtlinge und eines Regierungserlasses, der die Ausstellung von Arbeitserlaubnissen an Haitianer einstellte, war die Lage kritisch. Im folgenden Jahr errang die PLP bei den Wahlen von 1968 einen Erdrutschsieg, Johnson wurde erneut in den Senat gewählt. Als erste Frau wurde sie in die bahamaische Regierung berufen und amtierte von 1968 bis 1973 als Verkehrsministerin.
1972 veröffentlichte Johnson ein Buch mit dem Titel The Quiet Revolution in the Bahamas, in dem sie den Kampf um Rassengleichheit und Unabhängigkeit diskutierte und die Bemühungen auf den Bahamas mit der amerikanischen Bürgerrechtsbewegung und dem Kampf von Martin Luther King Jr. verglich. Das Buch wurde als "einer der wichtigsten Berichte über die Ereignisse und Persönlichkeiten bezeichnet, die an der Erlangung der Mehrheitsherrschaft und der Unabhängigkeit auf den Bahamas beteiligt waren".
Als die Bahamas 1973 die Unabhängigkeit von Großbritannien erlangten, trat Johnson von ihrem Posten als Ministerin zurück und wurde erste weibliche Präsidentin des Senats. 1977, kurz nach ihrer Wiederwahl als Präsidentin, empfing Johnson Königin Elisabeth II. 1979 war sie wegen der Erkrankung von Milo B. Butler wiederum als erste Frau kurzzeitig kommissarische Generalgouverneurin der Bahamas.

## Sonstige Aufgaben
Neben ihren offiziellen Rollen war Johnson Gründungsmitglied der Bahamas Folklore Group und hielt Vorträge bei verschiedenen Frauengruppen auf den Bahamas und in den Vereinigten Staaten. Sie war außerdem Präsidentin der National Women's Housing Association und Koordinatorin der Women's Auxiliary der Bahamas Baptist Missionary and Educational Convention.
Doris Sands Johnson starb 1983 im Alter von 62 Jahren.

## Ehrungen
- 1979: Dame Commander of the Most Excellent Order of the British Empire[16]
- 2011: Eröffnung einer nach Doris Sands Johnson benannten High School in Nassau[17]
- 2023: zum 50-jährigen Jubiläum der Unabhängigkeit der Bahamas am 26. März 2023 wurde erstmals der Dame Doris Johnson Women's Unity March durchgeführt.[18]

## Veröffentlichungen (Auswahl)
- Doris L. Johnson: Call for Equal Rights for All Bahamian Women. Government House, Nassau, Bahamas 19. Januar 1959 (englisch).[7]
- Doris L. Johnson: The Next Step: Votes for Women. Nassau, Bahamas 1962 (englisch).[10]
- Doris L. Johnson: The Man on the Black Horse. Nassau, Bahamas (englisch).[16]
- Doris L. Johnson: The Quiet Revolution in the Bahamas. Family Islands Press, Nassau, Bahamas 1972 (englisch, google.com).
- Doris L. Johnson: Age of Awareness. Nassau, Bahamas 1973 (englisch).[16]
- Doris L. Johnson: Modern Bahamian Society. Hrsg.: Dean W. Collinwood, Steve Dodge. Caribbean Books, Parkersburg, IA, USA 1989, ISBN 0-931209-01-3, Political Change, S. 33–38 (englisch).